# Mormia nepalensis
Mormia nepalensis är en tvåvingeart som först beskrevs av Vaillant 1965.  Mormia nepalensis ingår i släktet Mormia och familjen fjärilsmyggor.
Artens utbredningsområde är Nepal. Inga underarter finns listade i Catalogue of Life.